# Laudator temporis acti
La locuzione latina laudator temporis acti significa "lodatore del tempo passato" (Orazio, Ars poetica, 173).
Nella sua forma completa è laudator temporis acti se puero ("lodatore del tempo passato, quando era fanciullo").

## Significato
Il poeta scrisse la frase parlando delle persone anziane che, non potendo far rivivere gli anni passati, vi ritornano volentieri, in modo nostalgico, con la memoria. Il poeta latino vede con occhio critico questo comportamento, in quanto denota una incapacità, da parte delle vecchie generazioni, di cogliere le innovazioni del presente e di adeguarsi al progresso.
La locuzione è usata anche in campo politico per bollare i conservatori più rivolti al passato, restii a qualsiasi rinnovamento.